# Mickey Mantle
Mickey Charles Mantle, född 20 oktober 1931 i Spavinaw i Mayes County, Oklahoma, död 13 augusti 1995 i Dallas i Texas, var en amerikansk professionell basebollspelare som spelade 18 säsonger i Major League Baseball (MLB) 1951–1968. Mantle var centerfielder. Mantle kallades även The Mick, The Commerce Comet och The Switcher.
Mantle var USA:s stora idrottsidol på 1950- och 60-talen och var sin klubb New York Yankees trogen under hela sin karriär i MLB. Bland hans meriter kan nämnas att han togs ut till 20 all star-matcher, vann World Series sju gånger, utsågs till American Leagues MVP tre gånger, tog hem en så kallad Triple Crown en gång och vann en Gold Glove Award. Vidare hade han bäst slaggenomsnitt i American League en gång och hade flest homeruns i ligan fyra gånger.
Yankees har pensionerat Mantles tröjnummer 7 och han valdes 1974 in i Hall of Fame.